# 李元禮
李元礼（619年—672年），唐高祖李淵的第十子。立为徐王。

## 生平
李元禮性格恭谦謹直，善于騎射。621年，封鄭王。632年，受实封70户，任鄭州刺史，徙封徐王，徙封徐州都督。643年，徙封绛州刺史。有善政的名声，太宗为褒奖他精勤，賜给錦与綾絹。649年，受实封1000户。653年，加司徒之位，与长孙无忌、李世勣并为三公，兼潞州刺史。672年，李元礼去世，享年五十四岁，追贈太尉、冀州大都督，陪葬献陵，谥号康。
李元礼有妾赵氏和爱姬罗观照。其子淮南王李茂性格酷薄，行为恶劣。父亲李元礼卧病在床时，元礼寵姬趙氏貌美，李茂逼迫欲奪之。李元礼叱責李茂，李茂愤恨，屏斥李元礼的侍衛，断绝了父亲的药膳。说：“既得五十年为王，更何烦服药？”李元礼最终餓死，李茂後袭封父爵。上元年間，此事泄露，李茂被流放振州而死。

## 母
- 郭婕妤，武德二年生李元礼，唐朝分二十七世妇（婕妤、美人、才人），婕妤九人，李渊另有刘婕妤、张婕妤、薛婕妤

## 家庭
- 李茂，淮南郡王、已革徐王
  - 李璀，嗣徐王、宗正员外卿
    - 李延年，嗣徐王、余杭郡司马
      - 李讽，施州刺史

    - 李延陵
- 李蕃，淮南郡开国公
- 李蓁，汶山郡开国公
- 李莹，宗正卿
  - 李延祚，卫尉少卿
    - 李光，云麾将军、右千牛卫将军
      - 李氏，嫁致果副尉、试左清道率府兵曹参军、上轻车都尉秦某

## 传記資料
- 《旧唐书》卷六十四·列传第十四·徐王元礼传
- 《新唐书》卷七十九·列传第四·徐王元礼传

## 延伸阅读
[在维基数据编辑]
 《舊唐書·卷64》，出自刘昫《舊唐書》
 《新唐書·卷079》，出自《新唐書》
 《元史·卷176》，出自宋濂《元史》